# Difesa dell'ufficio postale polacco di Danzica
La difesa dell'ufficio postale di Danzica fu una delle prime battaglie avvenute della seconda guerra mondiale, svoltasi durante il primo giorno di guerra, 1º settembre 1939, attorno all'edificio ospitante l'ufficio postale polacco. Il 1º settembre 1939 la Germania iniziò l'invasione della Polonia quando la corazzata Schleswig-Holstein aprì il fuoco sul porto di Danzica controllato dalla Polonia, intorno alle ore 4:45-48. I paramilitari e la polizia della Città Libera di Danzica, sostenuti dalla Germania, si unirono immediatamente all'offensiva per prendere il totale controllo della città, conquistando l'ufficio postale. Il personale polacco difese l'edificio per circa 15 ore dagli assalti delle SS Heimwehr Danzig (SS Difesa nazionale di Danzica), delle formazioni locali delle SA e di unità speciali di Polizia di Danzica. Tutti, tranne quattro dei difensori, che riuscirono a fuggire dall'edificio durante la resa, vennero condannati a morte da una corte marziale tedesca come combattenti illegali il 5 ottobre 1939 e giustiziati.

## Storia

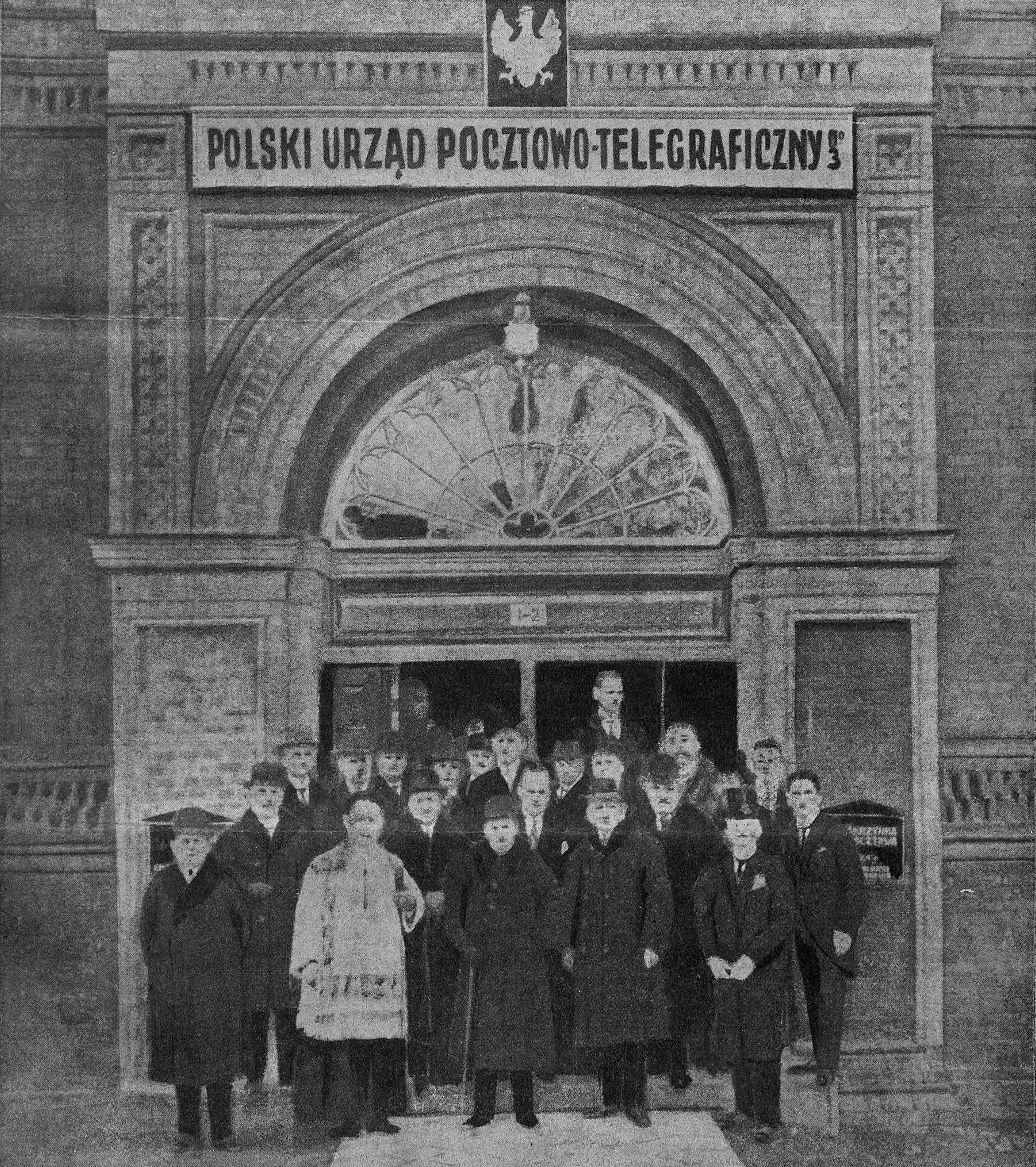
L'apertura dell'ufficio postale polacco "Danzica 3" nel 1925

L'ufficio postale polacco (Poczta Polska) nella Città Libera di Danzica venne creato nel 1920 sotto il Trattato di Versailles e i suoi edifici erano considerati proprietà polacca extraterritoriale. L'ufficio postale polacco a Danzica comprendeva diversi edifici.
L'inizio della seconda guerra mondiale trovò le sue radici nella pretesa da parte di Hitler della restituzione della città di Danzica, trasformata in città-stato semiautonoma e completamente circondata dal territorio polacco a seguito del trattato di Versailles; tale richiesta venne avanzata dai primi mesi del 1934 ed era giustificata dal fatto che Danzica era abitata da cittadini di etnia tedesca per il 95% della popolazione ma venne costantemente rigettata dal governo polacco. Oltre alla restituzione di Danzica il Führer chiese la costruzione di una ferrovia e di una autostrada extraterritoriali, ossia privi di dazi doganali, che consentissero il collegamento tra la Germania e la Prussia Orientale attraverso il corridoio di Danzica ed infine una garanzia, a lunga scadenza, del nuovo assetto territoriale.
Il primo incontro tra Hitler ed ministro degli esteri polacco Józef Beck avvenne il 5 gennaio 1934: quest'ultimo, dopo avere fatto ritorno a Varsavia, espresse la propria preoccupazione, considerando seriamente la possibilità di un futuro conflitto con la Germania.
All'inizio del 1939 Hitler, nonostante la Gran Bretagna e la Francia avessero garantito il loro appoggio alla Polonia in caso di violazione dei suoi confini, proseguì nella sua politica di riarmo e di espansione ed, il 3 aprile, emise una direttiva segreta denominata "Fall Weiß", "caso bianco", che ordinava allo Stato maggiore generale tedesco di preparare un piano per l'invasione della Polonia, convocando il giorno dopo l'ambasciatore polacco a Berlino Józef Lipski, comunicandogli che i termini delle richieste precedentemente avanzate "non erano più negoziabili"; in quell'occasione si diffuse nello Stato Maggiore tedesco la sensazione che, diversamente da quanto accaduto con la Cecoslovacchia, il conflitto contro la Polonia sarebbe avvenuto anche nel caso in cui le richieste territoriali di Hitler fossero state soddisfatte. Il 28 aprile Hitler tenne un discorso al Reichstag nel quale sostenne l'umiliazione dei rappresentanti tedeschi a Versailles e la violazione, da parte della Polonia, della dichiarazione di non aggressione decennale stipulata nel 1934. A questo si aggiunse il rifiuto da parte della Polonia del coinvolgimento dell'Unione Sovietica in un accordo con la Gran Bretagna e la Francia a protezione del paese.
La sospensione dei negoziati tra Germania e Polonia, e soprattutto la firma del patto Molotov-Ribbentrop tra Germania ed Unione Sovietica, avvenuta il 23 agosto, indussero il Regno Unito a firmare il 25 agosto un patto di difesa comune con la Polonia ed un accordo con la Francia, attraverso il quale i due paesi si impegnavano reciprocamente a sostenersi in qualunque evento bellico che avesse coinvolto uno dei due, e tali accordi suggerirono ad Hitler di rinviare l'attacco, inizialmente previsto per il 26 agosto, al 1º settembre.

## I piani per il conflitto

### Preparazione polacca
Il piano di difesa polacca, il piano Zachód (in italiano, "ovest") prevedeva lo stanziamento delle truppe sul confine polacco-tedesco. In questo modo la Polonia scartò l'idea di stanziare le truppe oltre la barriera naturale del fiume Vistola e del fiume San. Questo era dovuto al fatto che i due fiumi scorrono internamente alla nazione, e non avrebbero permesso la difesa delle regioni più industrializzate e ricche di risorse, che si trovavano nella zona di confine. Altro motivo di questa scelta fu il fatto che la linea Vistola-San non prevedeva neanche la difesa del corridoio di Danzica, tanto ambito dalla Germania, si temeva, infatti, che con la perdita del Corridoio la Francia e il Regno Unito avrebbero firmato con la Germania un trattato di pace simile all'accordo di Monaco del 1938. Così, un terzo delle forze della Polonia vennero concentrate presso il corridoio di Danzica.
Con l'aumentare delle tensioni tra Polonia e Germania, nell'aprile 1939 l'Alto Comando polacco distaccò il geniere da combattimento e sottotenente (o s. ten.) della Riserva dell'esercito Konrad Guderski (1900-1939) sulla costa del Mar Baltico. Con Alfons Flisykowski e altri, egli aiutò ad organizzare il personale di sicurezza ufficiale e volontario presso l'ufficio postale polacco a Danzica e li preparò per possibili ostilità. Oltre ad addestrare il personale, preparò le difese all'interno ed intorno all'edificio: vennero rimossi gli alberi vicini e fortificato l'ingresso. A metà agosto, vennero inviati all'ufficio postale altri dieci dipendenti dagli uffici postali polacchi di Gdynia e di Bydgoszcz (per lo più sottufficiali della Riserva).
Nel complesso dell'ufficio postale polacco il 1º settembre 1939 c'erano 56 persone: Guderski, 42 impiegati polacchi locali, dieci impiegati di Gdynia e di Bydgoszcz, e il custode dell'edificio con la moglie e la figlia di dieci anni, Erwina, che vivevano nel complesso. Gli impiegati polacchi avevano un deposito di armi, composto da tre mitragliatrici leggere Browning wz.1928, altre 40 armi da fuoco e tre casse di bombe a mano. Il piano di difesa polacco assegnava ai difensori il compito di tenere lontani i tedeschi dall'edificio principale per sei ore, quando una forza di soccorso dell'Armia Pomorze avrebbe dovuto mettere in sicurezza l'area.

### Preparazione tedesca
Il piano tedesco, il Fall Weiß (che significa "Piano Bianco") consisteva nello sfruttare il vantaggio della lunghezza del confine con manovre aggiranti. Infatti, le unità tedesche dovevano invadere la Polonia da tre direzioni:
- Un attacco principale dalla Germania attraverso il confine occidentale della Polonia.
- Una seconda via di attacco dalla Prussia a nord e il raggiungimento del Corridoio polacco.
- Un terzo attacco doveva giungere da sud dall'armata della Slovacchia nazista.

Tutti e tre gli assalti dovevano convergere a Varsavia, mentre l'esercito polacco doveva essere circondato e distrutto.
Il piano d'attacco tedesco all'ufficio postale, ideato nel luglio 1939, stabiliva che l'edificio principale e i suoi difensori sarebbero stati presi d'assalto da due direzioni. Un attacco diversivo doveva essere effettuato all'ingresso principale, mentre la forza principale avrebbe sfondato il muro dal vicino ufficio di lavoro e attaccato di lato. Anche la Polizia di Danzica elaborò piani per attaccare l'ufficio postale.

## La battaglia
Alle 4:00 i tedeschi tagliarono le linee telefoniche e elettriche dell'ufficio postale. Alle 4:45, proprio mentre la corazzata tedesca Schleswig-Holstein iniziava a bombardare il vicino avamposto militare dell'esercito polacco a Westerplatte, la polizia di Danzica iniziò il suo assalto all'edificio sotto il comando del Polizeioberst Willi Bethke. Ben presto vennero rinforzati dalle formazioni locali delle SA e dalle unità SS Wachsturmbann "E"  e SS Heimwehr Danzig, supportati da tre autoblindo pesanti ADGZ della polizia. Albert Forster, capo del partito nazista locale, arrivò in uno dei veicoli per assistere all'evento. Vennero a seguire la battaglia anche i giornalisti dei giornali locali, della Reichssender Danzig (la stazione radio statale) e della compagnia di cinegiornali Ufa-Tonwache.

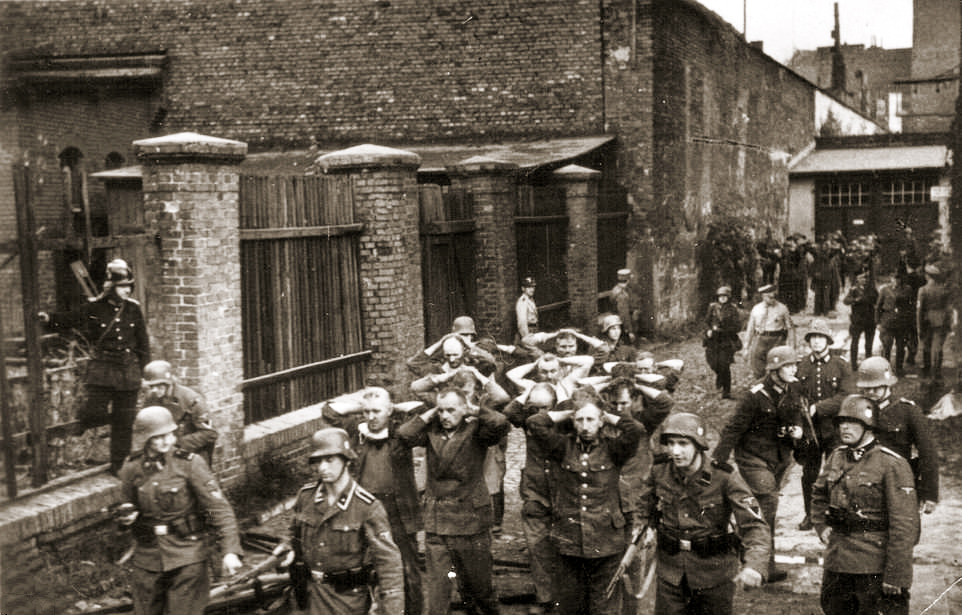
I difensori dell'ufficio postale dopo la resa scortati dai soldati tedeschi

Il primo attacco tedesco, dal fronte, venne respinto, anche se alcuni tedeschi riuscirono a sfondare l'ingresso ed entrare brevemente nell'edificio (a costo di due aggressori uccisi e sette feriti, compreso un capogruppo). Anche il secondo attacco, dall'ufficio di lavoro, venne respinto. Il comandante della difesa polacca, Konrad Guderski, morì durante il secondo attacco per lo scoppio della sua stessa granata, che fermò i tedeschi che avevano sfondato il muro. Con i polacchi che opponevano una resistenza più determinata del previsto, Bethke suggerì che le sue forze facessero saltare in aria l'edificio con esplosivi ad alto potenziale. Forster pose il veto alla sua proposta.
Alle 11:00 le unità tedesche vennero rinforzate dalla Wehrmacht con due pezzi di artiglieria da 75 mm e un obice da 105 mm, ma il rinnovato assalto, anche con il supporto dell'artiglieria, venne nuovamente respinto. Alle forze tedesche alla Westerplatte venne richiesto il supporto del mortaio, ma il suo fuoco impreciso costituì una minaccia maggiore per gli attaccanti e presto cessò l'azione. Alle 15:00, i tedeschi dichiararono un cessate il fuoco di due ore e chiesero che le forze polacche si arrendessero, cosa che esse rifiutarono. Nel frattempo, genieri tedeschi scavarono sotto le mura dell'edificio e prepararono un ordigno esplosivo da 600 kg. Alle 17:00 la bomba venne fatta esplodere, facendo crollare parte del muro, e le forze tedesche sotto la copertura di tre pezzi di artiglieria attaccarono di nuovo, questa volta conquistando la maggior parte dell'edificio tranne il seminterrato.
Frustrato dal rifiuto dei polacchi di arrendersi, Bethke chiese un vagone pieno di benzina. I vigili del fuoco di Danzica la pomparono nel seminterrato, incendiandola poi con una bomba a mano. Il primo a lasciare l'edificio fu il direttore, il dr. Jan Michoń. Portava una bandiera bianca ma venne comunque colpito dai tedeschi. La persona successiva, il comandante Józef Wąsik, venne bruciata viva. Ai restanti difensori venne permesso di arrendersi e lasciare l'edificio in fiamme. Sei persone riuscirono a fuggire dall'edificio e a sfuggire ai tedeschi, anche se due di loro vennero catturati nei giorni successivi.

## Conseguenze
Sedici prigionieri feriti vennero mandati all'ospedale della Gestapo, dove sei successivamente morirono (tra cui la bambina di 10 anni Erwina, che morì a causa delle ustioni diverse settimane dopo). Gli altri 28 vennero prima imprigionati nell'edificio della polizia e, dopo pochi giorni, inviati alla Victoriaschule, dove vennero interrogati e torturati. Vi furono detenuti anche dai 300 ai 400 cittadini polacchi di Danzica.

### Le corti marziali e le esecuzioni
Tutti i prigionieri vennero processati davanti alla corte marziale del Gruppe Eberhardt della Wehrmacht. Un primo gruppo di 28 prigionieri della Victoriaschule, con un solo ufficiale della Wehrmacht come avvocato difensore, venne processato l'8 settembre, un secondo gruppo di 10, guarito in ospedale, il 30 settembre. Tutti vennero condannati a morte come combattenti illegali ai sensi della legge penale militare speciale tedesca del 1938. La sentenza venne richiesta dal pubblico ministero Hans-Werner Giesecke e dichiarata dal presidente del tribunale Kurt Bode, vicepresidente del Oberlandesgericht Danzig (Tribunale Superiore Regionale di Danzica). Ventotto delle sentenze vennero controfirmate, e quindi divennero legalmente valide, dal generale Günther von Kluge, altre 10 dal colonnello Eduard Wagner, che in seguito si suicidò il 23 luglio 1944 come membro del complotto del 20 luglio. Un ricorso di clemenza venne respinto dal generale Walther von Brauchitsch.
I prigionieri vennero per lo più fucilati dal plotone di esecuzione guidato dal SS-Sturmbannführer Max Pauly (in seguito comandante del campo di concentramento di Neuengamme) il 5 ottobre e sepolti in una fossa comune nel cimitero di Danzig-Saspe (Zaspa). Un prigioniero, Leon Fuz, venne successivamente riconosciuto e assassinato nel campo di concentramento di Stutthof a novembre. Quattro difensori che riuscirono a fuggire e nascondersi sopravvissero alla guerra. Anche le famiglie degli impiegati vennero perseguitate. Un destino simile toccò a undici ferrovieri polacchi di Tczew a sud della città, che vennero giustiziati dalle SA dopo aver sventato un tentativo tedesco di utilizzare un treno corazzato in un attacco furtivo.
Giesecke e Bode non vennero mai ritenuti responsabili di questo episodio o ritenuti responsabili delle esecuzioni. Vennero denazificati dopo la guerra e continuarono la loro carriera come avvocati in Germania. Entrambi morirono per cause naturali negli anni '70. Solo nel 1997-1998 il tribunale tedesco di Lubecca (la Große Strafkammer IIb e la Dritte Große Strafkammer) invalidò la sentenza nazista del 1939, adducendo tra le ragioni che la legge penale speciale militare era entrata in vigore a Danzica solo il 16 novembre 1939 e accusava il presidente del tribunale di negligenza nei suoi doveri. La decisione del tribunale tedesco avvenne grazie al lavoro di un autore tedesco, Dieter Schenk, che pubblicò una monografia sulla difesa dell'ufficio postale e dichiarò l'esecuzione dei difensori come omicidio giudiziario (Justizmord). Schenk sottolineò il ruolo del comando delle forze di polizia di Danzica, che rendeva una corte marziale della Wehrmacht non competente a condannare i difensori. Sarebbe stato invece applicabile il diritto penale della Libera Città di Danzica, senza l'opzione della pena di morte.

### L'eredità culturale

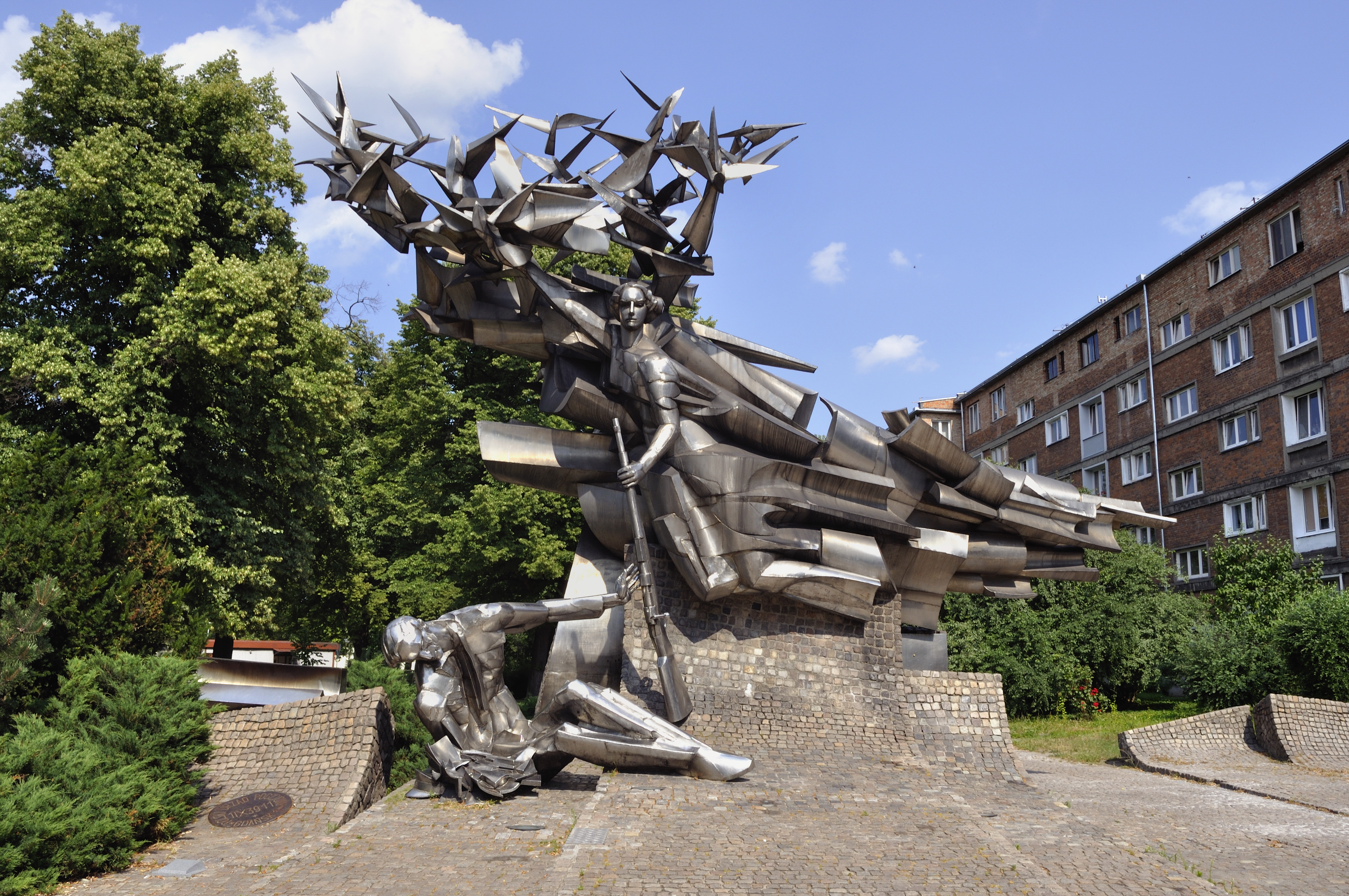
Monumento ai Difensori dell'ufficio postale polacco, Danzica

In Polonia, l'episodio è diventato uno degli episodi più noti della campagna polacca di settembre ed è solitamente descritto come una storia eroica delle proporzioni di Davide e Golia. In quest'ottica, si trattava di un gruppo d'impiegati postali che resistette ai militi delle SS tedesche per quasi un'intera giornata. Nel 1979, venne inaugurato a Danzica il monumento dei difensori dell'ufficio postale polacco.
La difesa polacca dell'ufficio postale è stata anche rappresentata con simpatia nel capitolo 18 de Il tamburo di latta di Günter Grass, "La difesa dell'ufficio postale polacco". Nel capitolo, il protagonista Oskar Matzerath incontra il suo presunto padre, Jan Bronski, mentre quest'ultimo torna a casa, cercando di evitare di combattere nella battaglia incombente. Dopo aver incontrato Oskar, Jan torna all'ufficio postale, portando con sé Oskar. Oskar è presente durante l'assedio e ritrae negativamente il suo presunto padre alle SS, portandolo a ritenersi colpevole dell'esecuzione di Jan. Nel penultimo capitolo del romanzo, Oskar e il suo amico Vittlar dopo la guerra incontrano a Düsseldorf un sopravvissuto all'assedio, Viktor Weluhn, che due uomini si stavano preparando a giustiziare per le sue azioni durante l'assedio. Viktor e i suoi carnefici scompaiono nella notte più avanti nel capitolo, con il destino di Viktor lasciato sconosciuto.
La difesa dell'ufficio postale è drammatizzata nel primo episodio di World on Fire. La band polacca Horytnica ha scritto una  canzone, Obrońca Poczty w Gdańsku, su quest'impresa.